# Genistogethes carinulatus
Genistogethes carinulatus é uma espécie de insetos coleópteros polífagos pertencente à família Nitidulidae.
A autoridade científica da espécie é Forster, tendo sido descrita no ano de 1849.
Trata-se de uma espécie presente no território português.